# عمر بوستة
عمر بوستة (1920 -16 أغسطس 2021 بالدار البيضاء) طبيب، سياسي ودبلوماسي مغربي. درس الطب في جامعة باريس.

## مسيرته المهنية
ساهم في سنة 1946 في تشكيل العصبة الحرة لكرة القدم. أسس نقابة الأطباء في المغرب وترأسها لمدة 4 سنوات.
بتاريخ 15 يونيو 1956 سيصبح رئيسا مفوضا للجنة المؤقتة للجامعة الملكية المغربية لكرة القدم. شغل ما بين 1957 و1962 منصب رئيس الجامعة الملكية المغربية لكرة القدم.

### مشواره الدبلوماسي
عينه الملك الحسن الثاني 10 يونيو 1962 سفيرا للمغرب في إيطاليا خلفا لإدريس الدباغ إلى غاية 1965. عيين في سنة 1965 سفيرا للمغرب في ألمانيا خلفا للمهدي عبد الجليل إلى غاية 6 أكتوبر 1967. بتاريخ 23 نوفمبر 1967 عينه الملك الحسن الثاني سفيرا للمغرب في تونس خلفا لمحمد عواد.

### في الوزارة
عينه الملك الحسن الثاني وزيرا للشباب والرياضة من 10 أبريل لسنة 1969 حتى 26 مارس 1970 في حكومة العراقي.

## حياته الخاصة
رزق عمر بوستة ب 3 أطفال:
- فاضل بوستة
- أحمد أمين بوستة
- عزيز بوستة

## وفاته
وافته المنية في 16 أغسطس 2021 بالدار البيضاء.